# Coppa del mondo di arrampicata 2012
La Coppa del mondo di arrampicata 2012 si è disputata dal 14 aprile al 17 novembre, nelle tre specialità lead, boulder e speed.

## Classifica maschile

### Generale
| Pos. | Atleta         |
| ---- | -------------- |
| 1    | Jakob Schubert |
| 2    | Sean McColl    |
| 3    | Sachi Amma     |

### Lead
| Pos.                                                                        | Atleta                   | FRA      | FRA      | AUT     | BEL         | USA | CHN | KOR | JPN | SLO | Punti |
| --------------------------------------------------------------------------- | ------------------------ | -------- | -------- | ------- | ----------- | --- | --- | --- | --- | --- | ----- |
| 1                                                                           | Sachi Amma               | 1        | 1        | 3       | 4           | 4   |     | 2   | 3   | 2   | 600   |
| 2                                                                           | Ramón Julián Puigblanque | 2        | 7        | 5       | 1           | 1   | 19  | 5   | 1   | 7   | 568   |
| 3                                                                           | Jakob Schubert           | 11       | 3        | 2       | squal.      | 2   | 4   | 6   | 2   | 1   | 538   |
| 4                                                                           | Sean McColl              | 3        | 2        |         | 5           | 7   | 1   | 3   | 7   | 12  | 475   |
| 5                                                                           | Romain Desgranges        | 8        | 5        | 7       | 3           | 3   | 5   | 10  | 8   | 6   | 402   |
| 6                                                                           | Jorg Verhoeven           |          |          | 1       | 6           | 5   | 2   | 13  | 11  | 4   | 390   |
| 7                                                                           | Magnus Midtboe           | 5        | 4        | 4       | 8           | 11  |     | 7   | 5   | 3   | 389   |
| 8                                                                           | Hyunbin Min              | 9        | 8        | 10      | 15          | 17  | 6   | 1   | 6   | 8   | 367   |
| 9                                                                           | Mario Lechner            | 14       | 12       | 21      | 7           | 6   | 7   | 14  | 4   | 19  | 278   |
| 10                                                                          | Stefano Ghisolfi         | 13       | 6        | 12      | 11          |     | 3   | 8   | 17  | 15  | 277   |
| \| Legenda \| 1º posto \| 2º posto \| 3º posto \| A punti \| Senza punti \| |                          |          |          |         |             |     |     |     |     |     |       |
| Legenda                                                                     | 1º posto                 | 2º posto | 3º posto | A punti | Senza punti |     |     |     |     |     |       |

### Boulder
| Pos.                                                                        | Atleta                   | CHN      | SLO      | AUT     | AUT         | USA | GER | Punti |
| --------------------------------------------------------------------------- | ------------------------ | -------- | -------- | ------- | ----------- | --- | --- | ----- |
| 1                                                                           | Rustam Gel'manov         | 3        | 1        | 1       | 2           |     | 4   | 400   |
| 2                                                                           | Kilian Fischhuber        |          | 2        | 3       | 1           | 1   | 21  | 354   |
| 3                                                                           | Jakob Schubert           | 1        | 6        | 23      | 4           | 5   | 3   | 318   |
| 4                                                                           | Dmitrij Šarafutdinov     | 13       | 4        | 2       | 7           |     | 1   | 304   |
| 5                                                                           | Sean McColl              |          | 15       | 9       | 3           | 2   | 2   | 281   |
| 6                                                                           | Guillaume Glairon Mondet | 2        | 5        | 13      | 10          | 4   | 7   | 261   |
| 7                                                                           | Rei Sugimoto             | 11       | 16       | 4       | 17          | 6   | 5   | 204   |
| 8                                                                           | Thomas Caleyron          | 7        | 8        | 5       |             |     | 14  | 158   |
| 9                                                                           | Jonas Baumann            | 8        | 28       | 9       | 11          | 32  | 10  | 140   |
| 10                                                                          | Jernej Kruder            | 14       | 12       | 12      | 21          | 25  | 9   | 126   |
| \| Legenda \| 1º posto \| 2º posto \| 3º posto \| A punti \| Senza punti \| |                          |          |          |         |             |     |     |       |
| Legenda                                                                     | 1º posto                 | 2º posto | 3º posto | A punti | Senza punti |     |     |       |

### Speed
| Pos.                                                                        | Atleta                | CHN      | FRA      | ITA     | ITA         | CHN | KOR | Punti |
| --------------------------------------------------------------------------- | --------------------- | -------- | -------- | ------- | ----------- | --- | --- | ----- |
| 1                                                                           | Stanislav Kokorin     | 13       | 1        | 5       | 4           | 1   | 4   | 361   |
| 2                                                                           | Daniïl Boldyrjev      | 8        | 2        | 16      | 7           | 5   | 1   | 314   |
| 3                                                                           | Jaroslav Hontaryk     | 12       | 3        | 1       |             | 7   | 3   | 301   |
| 4                                                                           | Sergej Sinicyn        | 7        | 7        | 3       | 2           | 8   | 12  | 271   |
| 5                                                                           | Arsenij Ševčenko      | 5        | 5        | 9       | 10          | 6   | 2   | 266   |
| 6                                                                           | Evgenij Vajcechovskij | 10       | 13       | 2       | 12          | 2   | 8   | 262   |
| 7                                                                           | Libor Hroza           | 2        | 9        | 7       | 3           | 19  | 11  | 256   |
| 8                                                                           | Sergej Abdrachmanov   | 16       | 6        | 8       | 6           | 3   | 5   | 250   |
| 9                                                                           | Leonardo Gontero      |          | 19       | 11      | 1           | 12  | 7   | 216   |
| 10                                                                          | Jędrzej Komosiński    | 9        | 12       | 10      | 5           | 14  | 9   | 187   |
| \| Legenda \| 1º posto \| 2º posto \| 3º posto \| A punti \| Senza punti \| |                       |          |          |         |             |     |     |       |
| Legenda                                                                     | 1º posto              | 2º posto | 3º posto | A punti | Senza punti |     |     |       |

## Classifica femminile

### Generale
| Pos. | Atleta        |
| ---- | ------------- |
| 1    | Mina Markovič |
| 2    | Jain Kim      |
| 3    | Akiyo Noguchi |

### Lead
| Pos.                                                                        | Atleta               | FRA      | FRA      | AUT     | BEL         | USA | CHN | KOR | JPN | SLO | Punti |
| --------------------------------------------------------------------------- | -------------------- | -------- | -------- | ------- | ----------- | --- | --- | --- | --- | --- | ----- |
| 1                                                                           | Mina Markovič        | 1        | 4        | 2       | 4           | 2   | 2   | 2   | 1   | 1   | 675   |
| 2                                                                           | Jain Kim             | 2        | 9        | 9       | 1           | 1   | 3   | 1   | 2   | 4   | 617   |
| 3                                                                           | Johanna Ernst        | 9        | 2        | 3       | 2           | 4   | 1   | 8   | 4   | 6   | 522   |
| 4                                                                           | Momoka Oda           | 3        | 5        | 1       | 12          |     |     | 4   | 5   | 2   | 430   |
| 5                                                                           | Hélène Janicot       | 4        | 1        | 6       | 5           | 6   | 5   | 9   | 10  | 12  | 422   |
| 6                                                                           | Charlotte Durif      | 12       | 3        | 5       | 8           | 11  | 7   | 10  | 8   | 10  | 338   |
| 7                                                                           | Dinara Fachritdinova | 12       | 9        |         | 9           | 7   | 9   | 3   | 7   | 9   | 324   |
| 8                                                                           | Magdalena Röck       | 5        | 12       | 14      | 3           | 13  | 4   | 7   | 11  | 14  | 323   |
| 9                                                                           | Evgenija Malamid     | 7        | 14       | 4       | 7           | 12  | 8   | 11  | 9   | 7   | 320   |
| 10                                                                          | Katharina Posch      | 11       | 8        | 11      | 10          | 5   | 6   | 13  | 12  | 11  | 290   |
| \| Legenda \| 1º posto \| 2º posto \| 3º posto \| A punti \| Senza punti \| |                      |          |          |         |             |     |     |     |     |     |       |
| Legenda                                                                     | 1º posto             | 2º posto | 3º posto | A punti | Senza punti |     |     |     |     |     |       |

### Boulder
| Pos.                                                                        | Atleta          | CHN      | SLO      | AUT     | AUT         | USA | GER | Punti |
| --------------------------------------------------------------------------- | --------------- | -------- | -------- | ------- | ----------- | --- | --- | ----- |
| 1                                                                           | Anna Stöhr      | 2        | 3        | 5       | 1           | 1   | 2   | 425   |
| 2                                                                           | Akiyo Noguchi   | 1        | 5        | 1       | 7           | 11  | 1   | 394   |
| 3                                                                           | Shauna Coxsey   | 4        | 2        | 4       | 2           | 2   |     | 350   |
| 4                                                                           | Mina Markovič   | 6        | 1        | 2       | 12          | 9   | 8   | 304   |
| 5                                                                           | Alex Puccio     | 8        | 16       | 3       | 4           | 5   | 10  | 245   |
| 6                                                                           | Mélissa Le Nevé | 14       | 6        | 10      | 3           | 8   | 4   | 238   |
| 6                                                                           | Juliane Wurm    | 16       | 11       | 7       | 10          | 3   | 3   | 238   |
| 8                                                                           | Mélanie Sandoz  | 9        | 8        | 15      | 16          | 6   | 6   | 191   |
| 9                                                                           | Momoka Oda      | 10       | 4        | 15      | 8           |     | 7   | 189   |
| 10                                                                          | Jain Kim        | 3        |          |         | 6           | 12  | 11  | 171   |
| \| Legenda \| 1º posto \| 2º posto \| 3º posto \| A punti \| Senza punti \| |                 |          |          |         |             |     |     |       |
| Legenda                                                                     | 1º posto        | 2º posto | 3º posto | A punti | Senza punti |     |     |       |

### Speed
| Pos.                                                                        | Atleta               | CHN      | FRA      | ITA     | ITA         | CHN | KOR | Punti |
| --------------------------------------------------------------------------- | -------------------- | -------- | -------- | ------- | ----------- | --- | --- | ----- |
| 1                                                                           | Alina Gajdamakina    | 1        | 2        | 3       | 1           | 8   | 5   | 396   |
| 2                                                                           | Julija Levočkina     | 9        | 4        | 4       | 2           | 4   | 1   | 345   |
| 3                                                                           | Marija Krasavina     | 2        | 10       | 6       | 6           | 3   | 2   | 319   |
| 4                                                                           | Edyta Ropek          | 7        | 8        | 1       | 12          | 2   | 7   | 306   |
| 5                                                                           | Aleksandra Rudzińska | 5        | 1        |         |             | 5   | 8   | 242   |
| 6                                                                           | Esther Bruckner      | 16       | 5        |         |             | 1   | 3   | 236   |
| 7                                                                           | Klaudia Buczek       |          | 13       | 2       | 14          | 7   | 9   | 210   |
| 8                                                                           | Monika Prokopiuk     | 10       | 19       | 8       | 5           | 13  | 4   | 206   |
| 9                                                                           | Natal'ja Titova      | 3        | 3        |         | 3           |     |     | 195   |
| 10                                                                          | Ksenija Polechina    | 4        | 11       |         | 4           | 6   |     | 188   |
| \| Legenda \| 1º posto \| 2º posto \| 3º posto \| A punti \| Senza punti \| |                      |          |          |         |             |     |     |       |
| Legenda                                                                     | 1º posto             | 2º posto | 3º posto | A punti | Senza punti |     |     |       |